# Blancherupt
Pour les articles homonymes, voir Blanche et Rupt (homonymie).
Blancherupt [blɑ̃ʃʁy]  est une commune française située dans la circonscription administrative du Bas-Rhin et, depuis le 1er janvier 2021, dans le territoire de la Collectivité européenne d'Alsace, en région Grand Est.
Cette commune se trouve dans la région historique et culturelle d'Alsace.

## Géographie

### Localisation
Blancherupt est située au creux d'un vallon perpendiculaire à la vallée de la Schirgoutte, affluent de la Bruche entre le Heidimont (631 m) à l'ouest et la Boucherie (704 m) à l'est. Schirmeck est à 10 km et Molsheim à 35 km. Le village s'étage sur une altitude de 510 à 540 m. Son territoire est couvert par la forêt à plus de 60 %.
Desservie en cul-de-sac par la route départementale 857, la commune est à 2,5 km de la RN 420 axe routier principal de la vallée de la Bruche. La gare la plus proche se trouve à Fouday sur la ligne TER Strasbourg - Molsheim -  Saint-Dié.

### Communes limitrophes
|                       | Fouday          | Waldersbach |
| Saint-Blaise-la-Roche | Blancherupt     | Bellefosse  |
|                       | Colroy-la-Roche |             |

### Hydrographie
La commune est dans le bassin versant du Rhin au sein du bassin Rhin-Meuse. Elle est drainée par le ruisseau de la Chergoutte,.

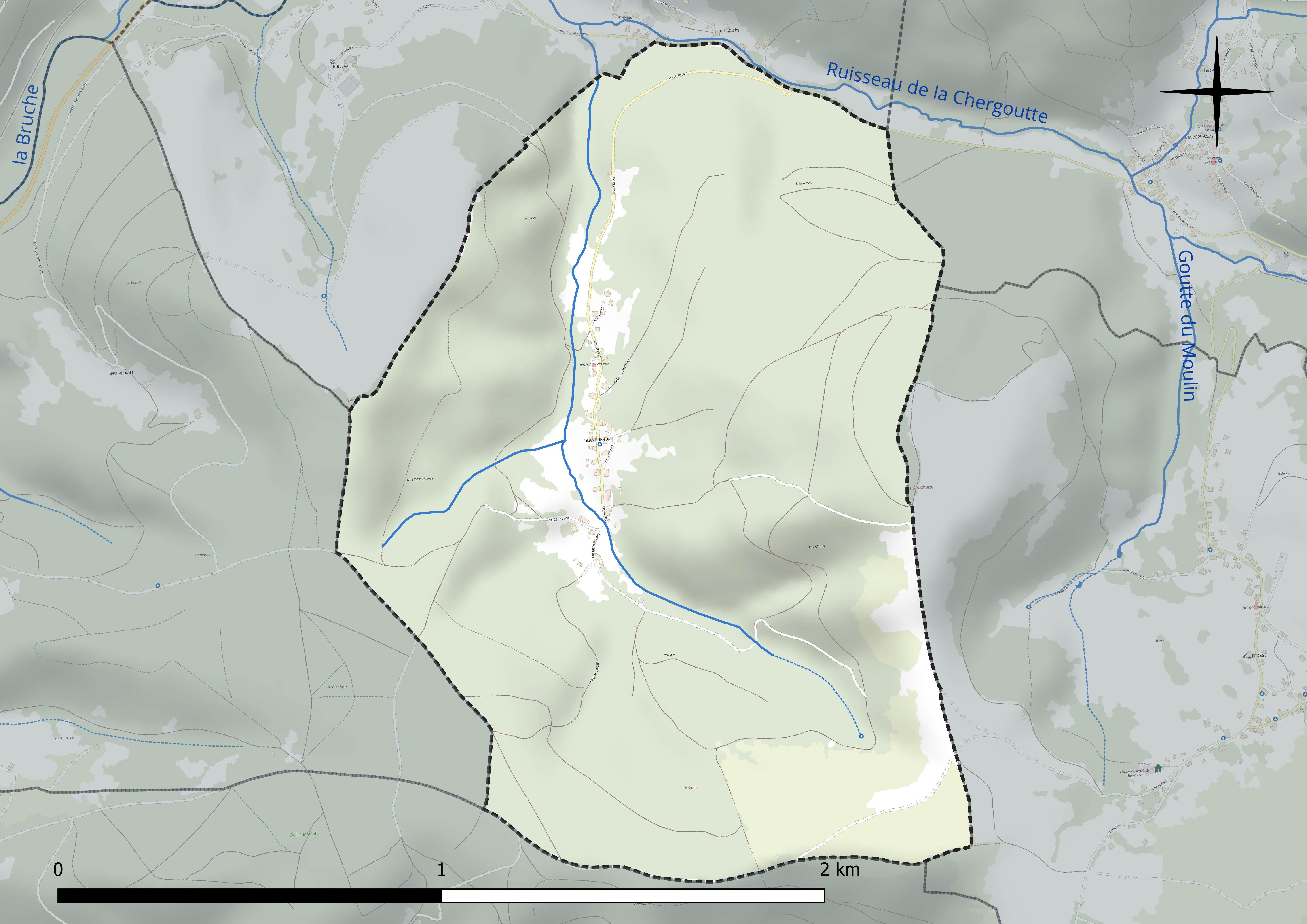
Réseau hydrographique de Blancherupt.

### Climat
Pour des articles plus généraux, voir Climat du Grand Est et Climat du Bas-Rhin.
En 2010, le climat de la commune est de type climat de montagne, selon une étude du Centre national de la recherche scientifique s'appuyant sur une série de données couvrant la période 1971-2000. En 2020, Météo-France publie une typologie des climats de la France métropolitaine dans laquelle la commune est exposée à un climat semi-continental et est dans la région climatique  Vosges, caractérisée par une pluviométrie très élevée (1 500 à 2 000 mm/an) en toutes saisons et un hiver rude (moins de 1 °C). 
Pour la période 1971-2000, la température annuelle moyenne est de 8,7 °C, avec une amplitude thermique annuelle de 16,4 °C. Le cumul annuel moyen de précipitations est de 1 226 mm, avec 13,1 jours de précipitations en janvier et 11,4 jours en juillet. Pour la période 1991-2020, la température moyenne annuelle observée sur la station météorologique de Météo-France la plus proche, « Belmont », sur la commune de Belmont à 3 km à vol d'oiseau, est de 7,0 °C et le cumul annuel moyen de précipitations est de 1 341,9 mm. 
La température maximale relevée sur cette station est de 30,9 °C, atteinte le 5 juillet 2015 ; la température minimale est de −20,3 °C, atteinte le 20 décembre 2009,,. 
Les paramètres climatiques de la commune ont été estimés pour le milieu du siècle (2041-2070) selon différents scénarios d'émission de gaz à effet de serre à partir des nouvelles projections climatiques de référence DRIAS-2020. Ils sont consultables sur un site dédié publié par Météo-France en novembre 2022.

## Urbanisme

### Typologie
Au 1er janvier 2024, Blancherupt est catégorisée commune rurale à habitat très dispersé, selon la nouvelle grille communale de densité à sept niveaux définie par l'Insee en 2022.
Elle est située hors unité urbaine. Par ailleurs la commune fait partie de l'aire d'attraction de Strasbourg (partie française), dont elle est une commune de la couronne,. Cette aire, qui regroupe 268 communes, est catégorisée dans les aires de 700 000 habitants ou plus (hors Paris),.

### Occupation des sols
L'occupation des sols de la commune, telle qu'elle ressort de la base de données européenne d’occupation biophysique des sols Corine Land Cover (CLC), est marquée par l'importance des forêts et milieux semi-naturels (98,1 % en 2018), en augmentation par rapport à 1990 (96,5 %). La répartition détaillée en 2018 est la suivante : 
forêts (80,5 %), milieux à végétation arbustive et/ou herbacée (17,6 %), prairies (1,3 %), zones urbanisées (0,5 %). L'évolution de l’occupation des sols de la commune et de ses infrastructures peut être observée sur les différentes représentations cartographiques du territoire : la carte de Cassini (XVIIIe siècle), la carte d'état-major (1820-1866) et les cartes ou photos aériennes de l'IGN pour la période actuelle (1950 à aujourd'hui).

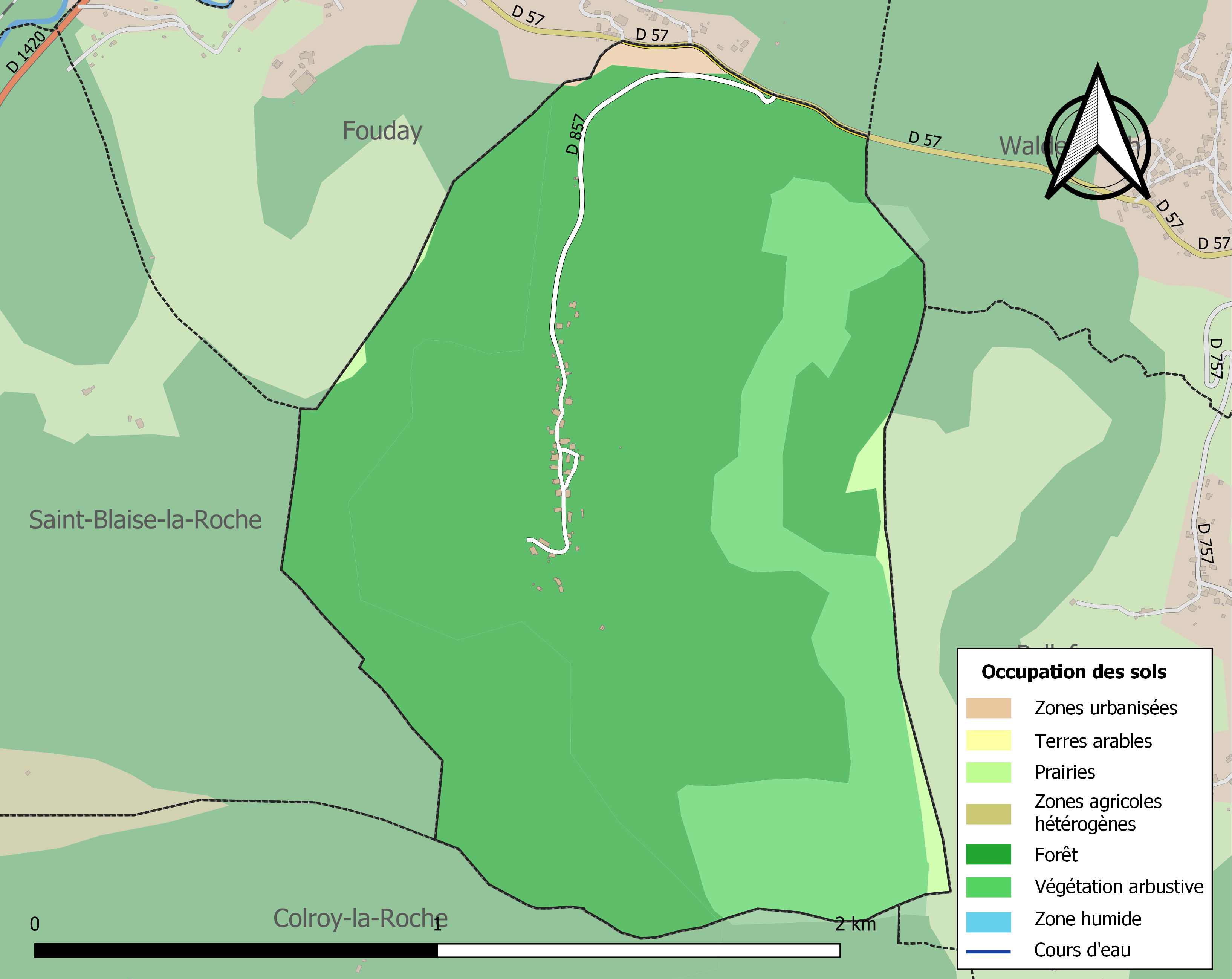
Carte des infrastructures et de l'occupation des sols de la commune en 2018 (CLC).

## Toponymie
- 1571 : Blenkesbach ; 1789 : Bliensbach ; 1793 : Blancherupt.

## Histoire
Blancherupt était autrefois un lieu-dit appartenant à Saint-Blaise-la-Roche. 

## Politique et administration

### Liste des maires
| Période                                  | Période  | Identité               | Étiquette | Qualité |
| ---------------------------------------- | -------- | ---------------------- | --------- | ------- |
| Les données manquantes sont à compléter. |          |                        |           |         |
| 2008                                     | 2015     | Jean Sébastien Reuther |           |         |
| 2015                                     | mai 2020 | Myriam Scheidecker     |           |         |
| Mai 2020                                 | En cours | Sylvie Krouch          |           |         |

## Population et société

### Démographie
L'évolution du nombre d'habitants est connue à travers les recensements de la population effectués dans la commune depuis 1793. Pour les communes de moins de 10 000 habitants, une enquête de recensement portant sur toute la population est réalisée tous les cinq ans, les populations de référence des années intermédiaires étant quant à elles estimées par interpolation ou extrapolation. Pour la commune, le premier recensement exhaustif entrant dans le cadre du nouveau dispositif a été réalisé en 2005.

En 2022, la commune comptait 30 habitants, en évolution de −21,05 % par rapport à 2016 (Bas-Rhin : +3,17 %, France hors Mayotte : +2,11 %).
| 1793 | 1800 | 1806 | 1821 | 1831 | 1836 | 1841 | 1846 | 1851 |
| ---- | ---- | ---- | ---- | ---- | ---- | ---- | ---- | ---- |
| 118  | 97   | 142  | 169  | 185  | 220  | 214  | 200  | 197  |

| 1856 | 1861 | 1866 | 1871 | 1875 | 1880 | 1885 | 1890 | 1895 |
| ---- | ---- | ---- | ---- | ---- | ---- | ---- | ---- | ---- |
| 163  | 165  | 162  | 170  | 174  | 161  | 118  | 118  | 108  |

| 1900 | 1905 | 1910 | 1921 | 1926 | 1931 | 1936 | 1946 | 1954 |
| ---- | ---- | ---- | ---- | ---- | ---- | ---- | ---- | ---- |
| 105  | 105  | 102  | 86   | 87   | 86   | 78   | 68   | 58   |

| 1962 | 1968 | 1975 | 1982 | 1990 | 1999 | 2005 | 2006 | 2010 |
| ---- | ---- | ---- | ---- | ---- | ---- | ---- | ---- | ---- |
| 47   | 36   | 31   | 32   | 30   | 31   | 29   | 29   | 38   |

| 2015 | 2020 | 2022 | - | - | - | - | - | - |
| ---- | ---- | ---- | - | - | - | - | - | - |
| 39   | 32   | 30   | - | - | - | - | - | - |

Blancherupt est la commune la moins peuplée d'Alsace.

## Culture locale et patrimoine

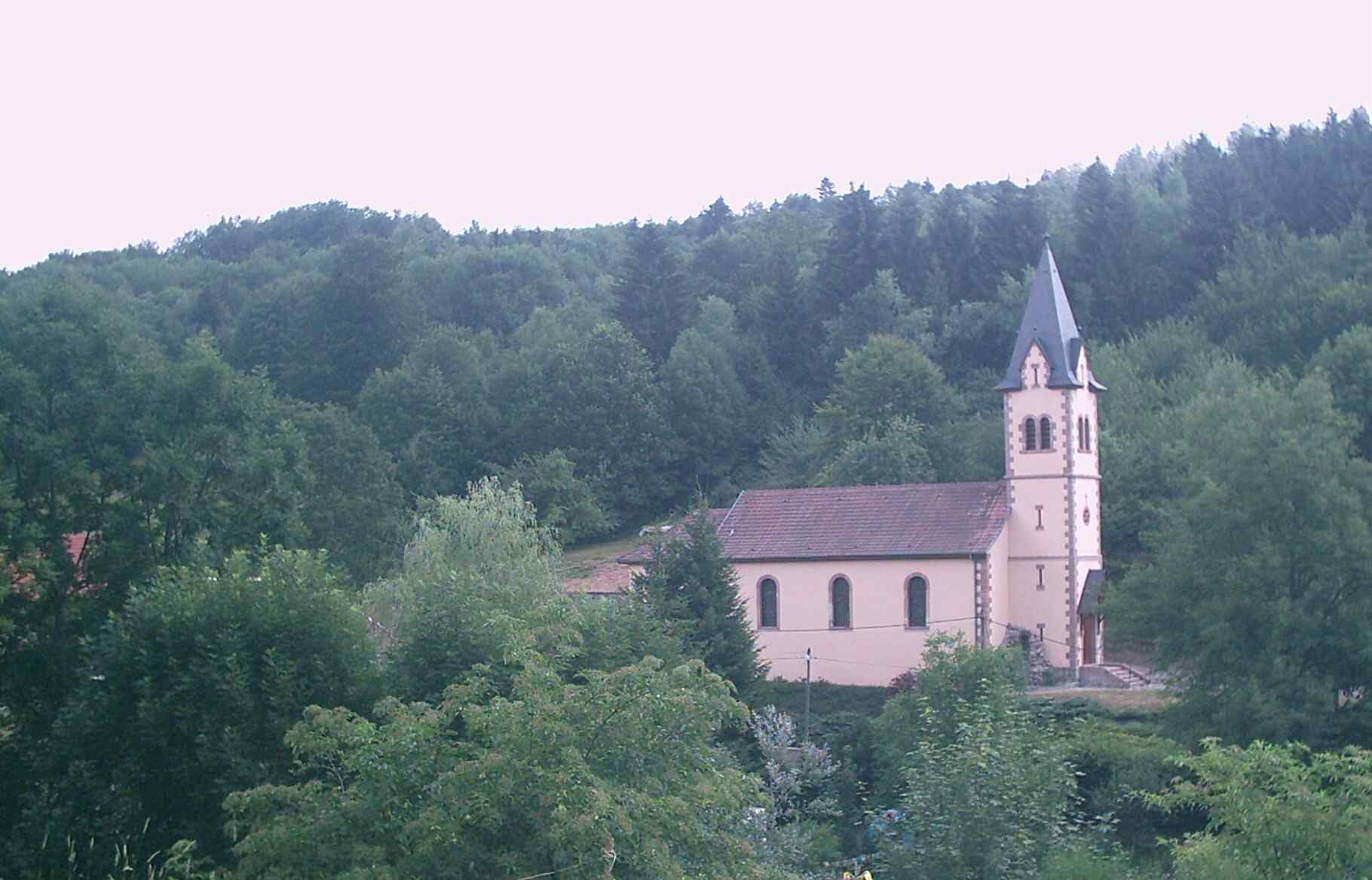
L'église de Blancherupt.

### Lieux et monuments
- L'église paroissiale Saint-André

### Héraldique
| Blason de Blancherupt | Blason  | D'azur au pal d'or chargé de trois chevrons de gueules. |
| Blason de Blancherupt | Détails |                                                         |